# Liste der Geotope im Landkreis Uelzen
Die Liste der Geotope im Landkreis Uelzen nennt die Geotope im Landkreis Uelzen in Niedersachsen.
| Geotop-Nr. | Bezeichnung | Ort          | Bemerkung | Koordinaten                     | Bild |
| ---------- | ----------- | ------------ | --- | ------------------------------- | ---- |
| 2828/02    | Erdfälle    | Bienenbüttel | Geotoptyp: Erdfall. Stratigraphie: Perm-Zechstein bis Quartär - Holozän. Petrographie: größte und tiefste Erdfall-Dümpelkuhle, nicht wassererfüllt. | 53° 8′ 48,7″ N, 10° 24′ 15,5″ O |      |